# 37-ма механізована бригада (Німеччина)
37-та механізована Саксонська бригада (нім. Panzergrenadierbrigade 37 «Freistaat Sachsen») — складова Сухопутних військ Німеччини. Підпорядковується 10-й танковій дивізії, основна задача — протитанкові дії як в обороні так і при нападі. Підрозділи бригади задіяні в місії eVA — сучасна eFP — на території Литви і будуть залишатися там до 2027 — року повноцінного розгортання 45-ї танкової бригади.

## Історія
37-ма бригада захисту Вітчизни (нім. Heimatschutzbrigade 37) була створена у межах VII військового округу під час переформатування Національної народної армії НДР; 1995 року після об'єднання військ VII округу з частинами 13-ї механізованої дивізії отримала сучасну назву.
У 2023-му бригада узяла участь у навчаннях «Noble Jump 2023» на Сардинії, того ж року її артилерійський дивізіон отримав САУ PzH 2000, а з військовослужбовців бригади утворили ядро тогорічних Об'єднаних оперативно-тактичних сил НАТО надвисокого рівня готовності (англ. Very High Readiness Joint Task Force, VJTF).

## Склад
371-й і 909-й батальйони розквартировані у Саксонії, 375-й дивізіон — у Баварії, 212-й батальйон — у Північному Рейні-Вестфалії, решта підрозділів — в Тюрингії.
| Штаб 13-й РБ 701-й ІТБ 375-й САДн 393-й ТБ 212-й МБ 371-й МБ · 909-й МБ 391-й МБ |
| 13-й розвідувальний батальйон Гота                                               |
| 131-й батальйон підтримки Бад-Франкенгаузен                                      |
| 212-й механізований батальйон Аугустдорф                                         |
| 371-й механізований батальйон Марієнберг                                         |
| 375-й самохідний артилерійський дивізіон Вайден                                  |
| 391-й механізований батальйон Бад-Зальцунген                                     |
| 393-й танковий батальйон Бад-Франкенгаузен                                       |
| 701-й інженерний танковий батальйон Гера                                         |
| 909-й механізований батальйон Марієнберг                                         |